# 小圆叶冬青
小圆叶冬青（学名：Ilex nothofagifolia）是冬青科冬青属的植物。分布于印度、缅甸以及中国大陆的云南、西藏等地，生长于海拔2,000米至3,000米的地区，多生在山坡阔叶林或铁杉林中，目前已由人工引种栽培。